# Gossypioides kirkii
Gossypioides kirkii är en malvaväxtart som först beskrevs av Maxwell Tylden Masters, och fick sitt nu gällande namn av Skovsted. Gossypioides kirkii ingår i släktet Gossypioides och familjen malvaväxter. Inga underarter finns listade i Catalogue of Life.